# Eigg
Eigg (skotsk gaeliska: Eige; uttal (fil)) är en skotsk ö i ögruppen Inre Hebriderna, strax söder om Skye och norr om  Ardnamurchan-halvön. I januari 2017 hade befolkningen på Eigg ökat till 105 invånare – det var första gången i modern tid som  ön hade över 100 invånare.

## Geografi

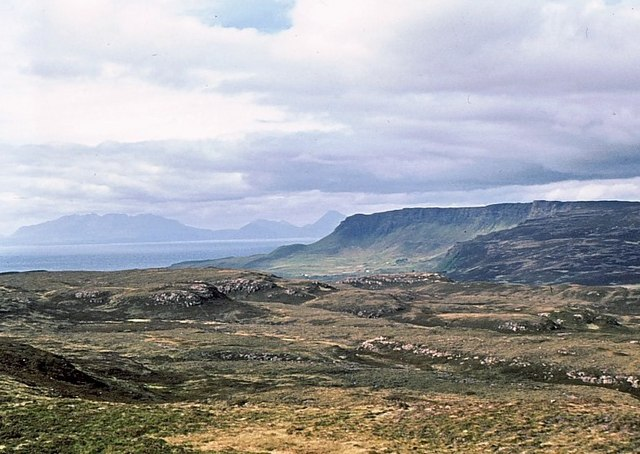
Centrala och norra Eigg i juli 1977.

Eigg ligger i kommunen Highland. Ön är den näst största av Small Isles, som ligger söder om Skye. Närliggande öar är bl.a. Rùm, Muck och Canna. Ön sträcker sig cirka 8 kilometer i nord-sydlig riktning och cirka 5,5 kilometer i öst-västlig. Berget An Sgùrr dominerar södra delen av ön och är den största kvarvarande bergsryggen av pechsten i Europa. Öns huvudsakliga befolkningscentrum är byn Cleadale, vilken ligger i den nordvästra änden av öns enda väg. Vägens södra ände ligger på Eiggs östra sida vid hamnen Galmisdale som skyddas från Minch Strait av den lilla ön Castle Island. Eigg kan nås med färja från Mallaig och under sommaren går färjor även från Arisaig.

## Namnet
Ön omnämns som Egea insula av Adomnán i Vita Columbae, skriven ca 700 e.Kr. I en artikel i The Journal of Scottish Name Studies 2013 framfördes två teorier om namnets uppkomst. Den ena är att namnet skulle komma från gaeliskans eig (skåra), och syfta på den glen som löper genom öns centrum. Den andra är att namnet skulle komma ur fornnordiskans egg, eggjar och syfta på den långa tvärbranta klippan på öns östra sida och dess skarpa kant.

## Historia
Fynd som gjorts på Eigg tyder på att ön varit befolkad sedan yngre stenåldern, ett flertal stencirklar efter byggnader finns kvar och runt femton gravhögar från tidig bronsålder.
Under sent 500-tal grundades ett kloster på ön av den irländske munken och pilgrimen Donnán. År 617 halshöggs han och munkarna i hans sällskap mördades, enligt lokala legender ska dödandet ha utförts av storvuxna krigarkvinnor som bodde på Sgùrr.
Arkeologiska fynd på Eigg har visat att ön under början på 800-talet befolkades av vikingar och användes som bosättning och som en bas för handel med Irland. Ön erövrades senare av klanen MacDonald som officiellt gavs rätten till Eigg av Robert I av Skottland 1309. Klanen kontrollerade ön under större delen av medeltiden, och de delade in ön i ett dussintal byar där jorden brukades gemensamt.  Fram till 1500-talet var ön känd som Eilean Nimban More (de mäktiga kvinnornas ö).

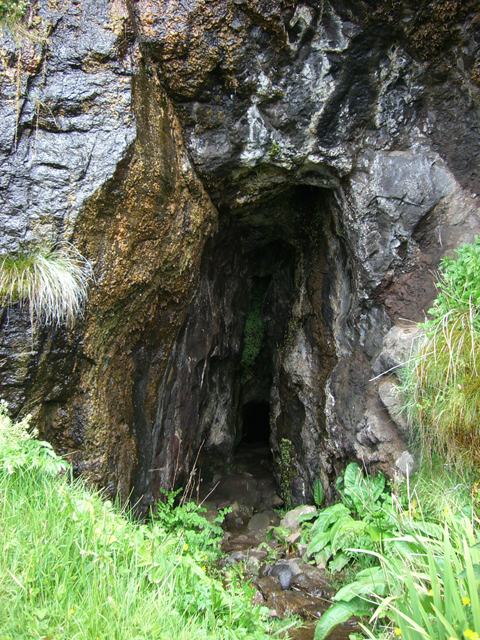
Ingången till Uamh Fharaing ("massakergrottan").

Enligt lokala legender massakrerades Eiggs invånare 1577 under en räd av klanen MacLeod från Skye. Nästan alla av de cirka 400 öborna hade gömt sig i en grotta under tre dagar när de upptäcktes. MacLeods blockerade den smala ingången till deras gömställe med ljung och annan vegetation och sedan satte de eld på det fuktiga materialet, öborna kvävdes av röken och deras kroppar blev kvar i grottan. Trots att de flesta kropparna avlägsnats från grottan och begravts på öns kyrkogård har skelettrester hittats vid flera tillfällen under historiens gång.
På grund av sitt isolerade läge påverkades Eigg inte så mycket av reformationen och förblev katolskt. Då i stort sett hela befolkningen var katoliker stödde klanen MacDonald jakobiterna under Jakobitupproren. Som en konsekvens av detta plundrades ön 1745 och ett antal män fördes bort som vedergällning för att de stött den förlorande sidan. Efter ett antal katastrofalt dåliga skördar under slutet av 1700-talet lämnade nästan halva befolkningen ön och 1828 tvingades Ranald MacDonald, klanens överhuvud, att sälja Eigg till Hugh Macpherson, en professor vid Aberdeens universitet.
I modern tid har Eigg blivit känd för sin innovativa användning av förnybar energi. På grund av avståndet från fastlandet har det inte varit lönsamt att koppla Eigg till det nationella elnätet och fram till 2008 fick öns invånare sin el från dieselgeneratorer och ett mindre vattenkraftverk. 2004 beslutades att ett hybridsystem skulle byggas, den 1 februari 2008 stod systemet klart och det består av tre vattenkraftsturbiner, flera vindkraftverk och solceller med en dieselgenerator som backup.

## Djurliv
På Eigg lever ett stort antal fågelarter och ön är häckningsplats för kungsörnar, ormvråkar och hornugglor.